# 프세우도코디움속
프세우도코디움속(Pseudocodium)은 갈파래강 깃털말목에 속하는 녹조류 속의 하나이다. 프세우도코디움과(Pseudocodiaceae)의 유일속으로 6종으로 이루어져 있다.

## 하위 종
| - P. australasicum - P. devriesii - P. floridanum | - P. mucronatum - P. natalense - P. okinawense |